# Бои за Тлемсен
Бои за Тлемсен — бои в северо-западном Алжире в 1517-1518 годах за обладание городом Тлемсен.

## Предыстория
В 1516 году известный пират Арудж захватил Алжир и начал строить своё государство на побережье северо-западной Африки. В мае 1517 года испанцы послали экспедицию против Аруджа, но тот разбил испанские войска. Через месяц против Аруджа попытался выступить правитель Тенеса, однако Арудж разбил и его армию, и захватил город. Вслед за ним настала очередь Тлемсена.

## Боевые действия
Арудж захватил Тлемсен в сентябре 1517 года, при его входе в город перед ним на копье несли голову прежнего правителя. Он стал контролировать практически всё побережье Алжира, за исключением нескольких крепостей, в которых находились испанские гарнизоны.
В сентябре 1517 года испанский правитель Орана — маркиз де Комарес — вернулся в Испанию, чтобы принести присягу новому королю Карлу I, а также обсудить общую ситуацию в Северной Африке. Молодой король немедленно отдал приказ о подготовке экспедиции в течение будущей зимы.
Испанская армада достигла Орана в начале весны 1518 года; войска получили приказ изловить и уничтожить Аруджа. Опытная и закалённая в боях армия двинулась на Тлемсен. Не доверявший защитникам города Арудж срочно направил гонца за помощью к султану Феса, но тот ответил уклончиво. Не видя возможности защитить Тлемсен, Арудж решил отступить в Алжир, но покинул город слишком поздно. Узнав о его отъезде, Комарес устремился в погоню. Арудж был настигнут испанцами, когда переправлялся вброд через горную реку; сам он успел переправиться на другой берег и имел возможность спастись, однако, видя, как отважно сражаются его товарищи, принял решение вернуться к отряду и погиб в неравном бою.
Лишь после этого султан Феса двинул армию на Тлемсен и занял город.

## Итоги и последствия
Вместо того, чтобы пойти на беззащитный Алжир, Комарес вернулся с армией в Оран. Тем временем место Аруджа занял его брат — Хайр-ад-Дин Барбаросса — который направил послов в Стамбул, чтобы официально подарить провинцию Алжир османскому султану Селиму I и далее править как его наместник. С помощью турецких янычар Хайр-ад-Дин возвратил себе почти всё, что было завоёвано испанцами.